# Hubert Klimko-Dobrzaniecki
Hubert Klimko-Dobrzaniecki (ur. 1967 w Bielawie) – polski pisarz i tłumacz.

## Życiorys
Liceum ogólnokształcące ukończył w Ząbkowicach Śl.; po maturze pewien czas spędził w nowicjacie u oo. pallotynów; studiował teologię w Koszalinie, filozofię na Uniwersytecie Adama Mickiewicza w Poznaniu i filologię islandzką w Reykjaviku. Wydał trzy tomiki wierszy po islandzku i po angielsku; publikował opowiadania w „Studium”, „Czasie Kultury”, „Twórczości”, „Lampie” i „Portrecie”. Debiutował w 2003 roku zbiorem opowiadań Stacja Bielawa Zachodnia, wznowionym w 2007 roku pod tytułem Wariat. Rozgłos przyniosła mu quasi-powieść składająca się z dwóch odrębnych nowel: Dom Róży. Krýsuvík, która otrzymała nominację do Nagrody Literackiej „Nike” 2007. Hubert Klimko-Dobrzaniecki był także nominowany do Literackiej Nagrody Europy Środkowej Angelus oraz do Nagrody Mediów Publicznych Cogito. W 2007 roku znalazł się na liście kandydatów do Paszportu Polityki. W 2013 za twórczość literacką został nagrodzony Złotą Sową Polonii
Dziesięć lat swojego życia spędził na Islandii, gdzie imał się różnych zajęć, m.in. pielęgniarza w domu starców, co opisał w Domu Róży. Obecnie mieszka w Wiedniu.

## Twórczość[4]
- Wiersze z szafy[2]
- Wiersze z wiatru/Opowieści z Europy (2002)
- Stacja Bielawa Zachodnia (2003)
- Dom Róży. Krýsuvík (2006)
- Raz. Dwa. Trzy. (2007)
- Kołysanka dla wisielca (2007)
- Wariat (2007)
- Rzeczy pierwsze (2009)
- Bornholm, Bornholm (2011)
- Grecy umierają w domu[7] (2013)
- Pornogarmażerka[8] (2013)
- Preparator[9] (2015)
- Samotność (2015) ISBN 978-83-7392-553-3.
- Zostawić Islandię (2016) ISBN 978-83-739-2600-4.
- Dżender domowy i inne historie (2017) ISBN 978-83-656-1343-1.
- Złodzieje bzu (2019) ISBN 978-83-7392-662-2[10]
- Niech żyje śmierć! (2021).

## Tłumaczenia[4]
- język francuski:
  - La Maison de Róża, tłum. Veronique Patte, Paris: Belfond 2009.
  - Berceuse pour un pendu, Paris: Belfond 2010.
  - Les Toutes Premières Choses, Paris: Belfond 2011.
  - Amen et autres récits, Amen i inne opowiadania, tłum. Veronique Patte, Saint-Nazaire: Maison des Écrivains Étrangers et des Traducteurs 2012. ISBN 978-2-911686-80-1.
- język serbski: Ruzin dom, tłum. Vesna Milutinović-Durić, Beograd: Geopoetika 2010.